# Petěrburgskij tramvajno-mechaničeskij zavod
Petrohradský tramvajně-mechanický závod (PTMZ, rusky Петербу́ргский трамва́йно-механи́ческий заво́д, ПТМЗ) byl petrohradský závod vyrábějící tramvajové vozy. Téměř všechny tramvaje vyrobené v PTMZ jsou nebo byly provozovány v petrohradské tramvajové síti, v jiných městech je téměř nemožné se s nimi setkat.

## Historie
Závod byl založen za účelem rekonstrukcí tramvají v roce 1929. V roce 1933 se zde začaly vyrábět tramvaje vlastní konstrukce. V roce 1966 zde byl postaven první šestinápravový kloubový tramvajový vůz v SSSR – LVS-66. V roce 2013 vyhlásila firma bankrot a ukončila tak svoji činnost.